# Brasil nos Jogos Olímpicos de Verão de 1936
O Brasil competiu nos Jogos Olímpicos de Verão de 1936 em Berlim, na Alemanha com 94 atletas, sendo 88 homens e 6 mulheres, em 10 esportes: atletismo, basquete, boxe, ciclismo, esgrima, esportes aquáticos - natação -, pentatlo moderno, remo, tiro esportivo e vela. O Brasil não conquistou nenhuma medalha nesta edição das Olimpíadas. Desde então, foi a última edição em que isto aconteceu.
Sylvio de Magalhães Padilha, que posteriormente viria a ser presidente do Comitê Olímpico Brasileiro e Vice Presidente do Comitê Olímpico Internacional, sagrou-se nos Jogos Olímpicos de 1936, em Berlim, o primeiro atleta da América do Sul a atingir uma final em provas de atletismo, nos 400 metros com barreiras.